# José Buitrago
José Hernando Buitrago (Bogotà, 11 maggio 1970) è un arbitro di calcio colombiano, internazionale dal 2006 al 2015.

## Carriera
Ha arbitrato durante il campionato mondiale di calcio Under-17 2007 in Corea del Sud (chiamato all'ultimo momento per sostituire uno degli arbitri sudamericani esclusi per non aver superato i test atletici) e durante il campionato mondiale di calcio Under-20 2007 in Canada, e le edizioni 2006 e 2008 della Copa Sudamericana e 2007 e 2008 della Copa Libertadores.
Nell'estate del 2011 è chiamato a dirigere in occasione del Campionato mondiale di calcio Under-20 in programma in Colombia.